# Estigmene menthastrina
Estigmene menthastrina là một loài bướm đêm thuộc phân họ Arctiinae, họ Erebidae.